# Количеле (Ријети)
Количеле је насеље у Италији у округу Ријети, региону Лацио.
Према процени из 2011. у насељу је живело 27 становника. Насеље се налази на надморској висини од 827 м.